# Josepa Chesa i Vila
Pepa Chesa i Vila (Oliva, La Safor, 1954), política nacionalista al País Valencià. Biòloga i Catedràtica d'Ensenyament Secundari. Casada i té una filla.
En la seua etapa universitària ja va militar als moviments anti-franquistes. La seua primera militància organitzada es va produir a Germania Socialista (GS), grup liderat per Josep Vicent Marqués. Després també va formar part del Moviment d'Acció Comunista (MAC). S'integrà, com a independent, en la Unitat del Poble Valencià (UPV) des de la seua fundació, i liderà l'escissió per formar el Partit Valencià Nacionalista (PVN). Finalment, va estar impulsora de la conformació de la federació Bloc Nacionalista Valencià (BLOC) i de la coalició electoral Compromís.
En l'àmbit institucional, va ser regidora a l'Ajuntament d'Oliva des de 1987 fins a 2004 i al llarg d'aquest període va desenvolupar, en períodes successius, les delegacions de Medi Ambient, Sanitat, Cultura i Turisme, entre d'altres, i va formar part de la Comissió de Govern en diversos moments. En el període corporatiu que va de 1999 a 2003 va estar Presidenta de la Mancomunitat de Municipis de La Safor.
Pel que fa als càrrecs orgànics, va estar membre del Consell Polític de la UPV entre 1984 i 1988, lloc que abandonà en dissentir de la política de l'organització. Després va estar presidenta del PVN. I amb la fundació del BLOC com a federació, el 2000, va ser triada vicepresidenta, amb Pere Mayor com a President. Al Congrés Extraordinari de 2003, va ser elegida secretària d'Organització del BLOC, en la candidatura del secretari General, Enric Morera. El 2006 va ser reelegida com a secretària d'Organització del BLOC, càrrec que va ocupar fins al 2008, quan va passar a ser secretària de Relacions Polítiques fins a 2010, quan va tornar a l'Ensenyament secundari. Entre 2003 i 2010, durant el seu mandat com secretària d'Organització i, després, com a secretària de Relacions Polítiques, va impulsar la conformació de la coalició electoral Compromís.